# 加藤順彦
加藤 順彦（かとう よりひこ、1967年 - ）は、日本の実業家、経営者。シンガポールを拠点にアジアを巡る投資家。
MARUICHI PTE.LTD. CEO。丸１グループ代表。関西学院大学商学部非常勤講師。

## 経歴
大阪府豊中市出身。関西学院大学在学中に（株）リョーマ (ベンチャー)、（株）ダイヤルキューネットワークに参画。
1992年 有限会社日広（現GMO NIKKO株式会社）を創業。
2003年 シンガポールにてLENS MODE PTE.LTD.を設立。
2008年 NIKKOのGMOインターネットグループ傘下入りに伴い退任し、シンガポールへ移住。
2014年 ビットチェック（現ビットバンク）創業に参画。取締役  （～2018）
2018年 アルビレックス新潟 取締役  （～2023）